# Соединённый банк

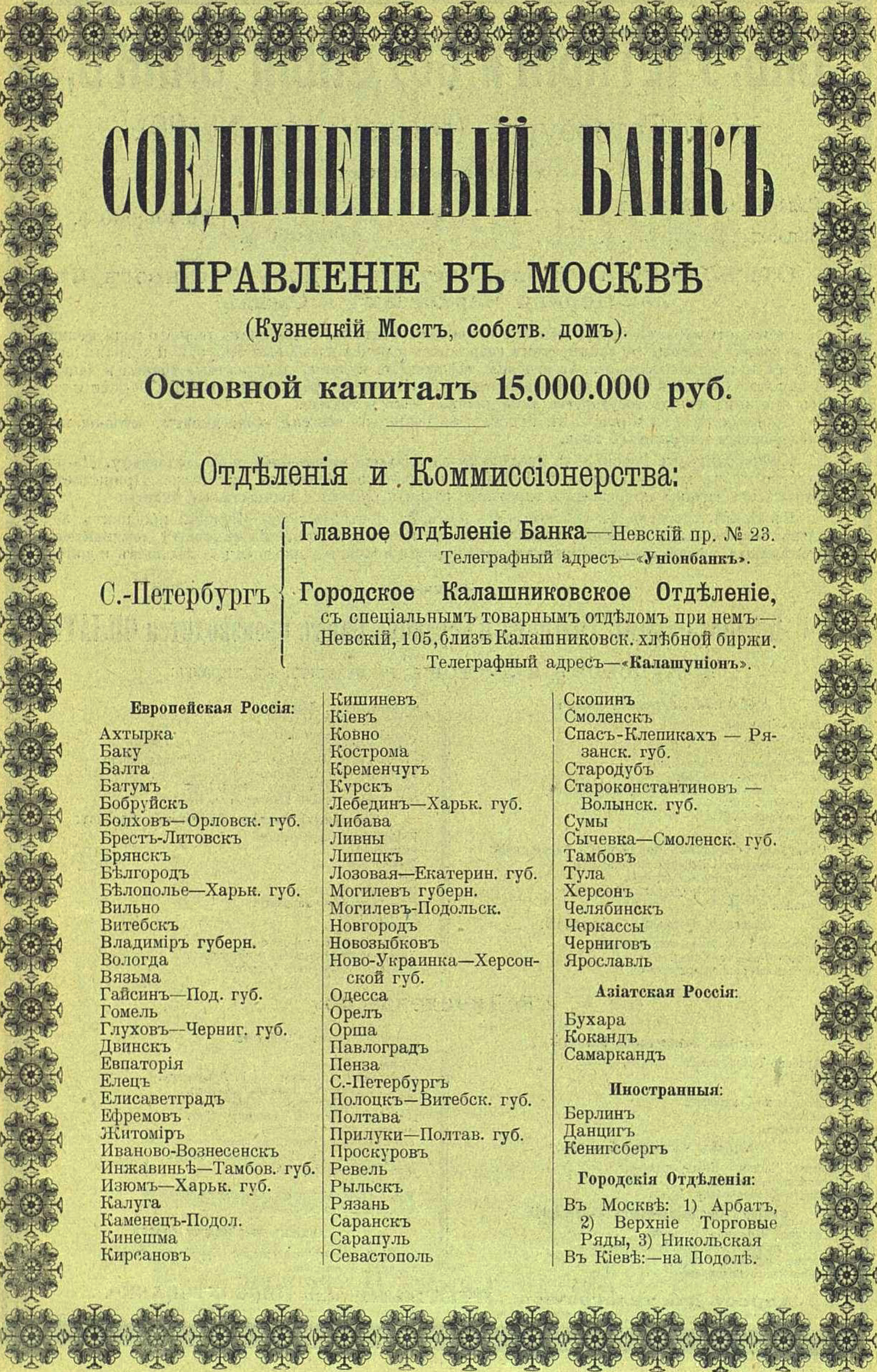
Реклама банка, 1911 год.

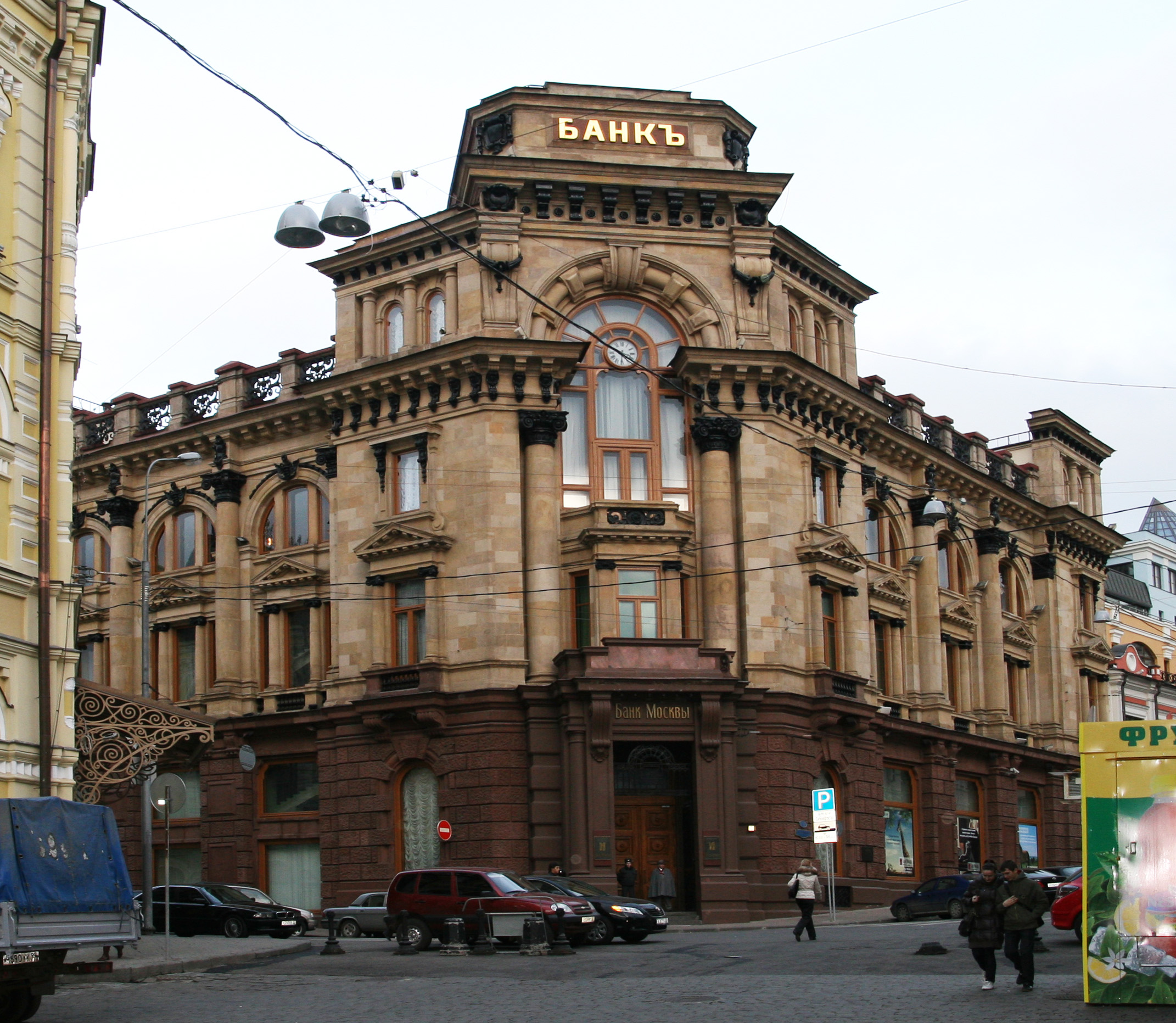
Здание банка в Москве на углу улиц Кузнецкий Мост и Рождественки

Соединённый банк — крупный российский банк, работавший в 1909—1917 годах.
Учреждение банка было санкционировано Николаем II 13 (26) декабря 1908 года. Банк был образован на основе трёх несостоятельных банков, входивших ранее в группу Л.C. Полякова: Южно-Русского промышленного, Московского международного торгового и Орловского коммерческого. Ранее общие собрания акционеров каждого из этих банков приняли решения ходатайствовать об их объединении. За основу устава нового банка был принят устав Южно-Русского промышленного банка — к этому банку формально присоединились два остальных банка. Общий уставной капитал банков сократился с 20 до 7,5 млн руб.
В 1910 году крупным акционером банка стал Banque de L’Union Parisienne. Основным направлением деятельности Соединенного банка было финансирование промышленности. В 1910 году основной капитал составлял уже 15 млн руб., в 1911 — 22,5 млн руб, в 1912 — 30 млн руб., в 1914—1917 годах — 40 млн руб. Банк имел 92 отделения, 3 из которых располагались за границей. По объёму операций занимал 9-е место в России среди частных банков. Правление размещалось в собственном здании в Москве на углу Кузнецкого Моста и Рождественки. Председателем правления до мая 1917 года был граф В. С. Татищев, председателем совета — А. Р. Ледницкий. В мае 1917 года контроль над банком перешел к группе Ф. В. Стахеева.
После Октябрьской революции вместе с другими частными банками был ликвидирован (национализирован) присоединением к Государственному банку декретом ВЦИК от 14 [27] декабря 1917 года. Декретом Совнаркома от 23 января [5 февраля] 1918 года акционерный капитал банка, наряду с акционерными капиталами других частных банков, был конфискован в пользу Государственного банка Российской Республики.